# Aleksandria (rejon zelwieński)
Aleksandria (biał. Александрыя, ros. Александрия) – wieś na Białorusi, w rejonie zelwieńskim obwodu grodzieńskiego, w sielsowiecie dereczyńskim (Дзярэчынскі сельсавет, Деречинский сельсовет).

## Historia
W XIX w. Aleksandrya były to dobra Zemue'ów w ujeździe słonimskim guberni grodzieńskiej. 
W okresie międzywojennym Aleksandrja należała do gminy wiejskiej Dereczyn w powiecie słonimskim województwa nowogródzkiego. Według spisu powszechnego z 1921 r. była to wieś licząca 19 domów. Mieszkało tu 111 osób: 53 mężczyzn, 58 kobiet. Pod względem wyznania żyło tu 39 rzymskich katolików i 72 prawosławnych. Wszyscy mieszkańcy deklarowali narodowość polską.
Po II wojnie światowej w granicach ZSRR i od 1991 r. w niepodległej Białorusi. 
W Aleksandrii nie ma żadnych sklepów, punktów medycznych, świątyń czy szkół. We wsi, na zachodnich obrzeżach Dereczyna, znajduje się murowany budynek gospodarczy z XIX w.